# 桃月庵黒酒
桃月庵 黒酒（とうげつあん くろき、1987年4月13日 - ）は、落語家。本名∶黒木 繁盛。出囃子は『黒田節』。

## 経歴
2017年8月、桃月庵白酒に入門。2019年1月21日に林家八楽と共に前座となる。前座名は「あられ」。
2022年11月1日、春風亭だいえい、三遊亭ごはんつぶと共に二ツ目昇進し、「黒酒」と改名。なお、同日に紙切りの林家八楽も年季明けした。

## 芸歴
- 2017年8月 - 桃月庵白酒に入門。
- 2019年1月 - 前座となる、前座名「あられ」。
- 2022年11月 - 二ツ目昇進、「黒酒」と改名。二つ目昇進披露目の40日間で毎日ネタを変えて高座へ上がる。
- 2023年10月−徒歩にて伊勢神宮へのお伊勢参りを20日間かけて敢行。11月13日に報告会として亀戸梅屋敷にて「桃月庵黒酒落語会『土産噺』を開催。
- 2024年1月−自主開催による落語会「黒酒ひとり」を開始。
- 2024年3月− さがみはら若手落語家選手権本選会出場。第3位獲得